# العلاقات الإسرائيلية الليختنشتانية
العلاقات الإسرائيلية الليختنشتانية هي العلاقات الثنائية التي تجمع بين إسرائيل وليختنشتاين.

## مقارنة بين البلدين
هذه مقارنة عامة ومرجعية للدولتين:
| وجه المقارنة                                              | إسرائيل                                                             | ليختنشتاين                                 |
| --------------------------------------------------------- | ------------------------------------------------------------------- | ------------------------------------------ |
| المساحة (كم2)                                             | 20.77 ألف                                                           | 16                                         |
| عدد السكان (نسمة)                                         | 8.89 مليون                                                          | 37.47 ألف                                  |
| الكثافة السكانية (ن./كم²)                                 | 428.02                                                              | 234.19 ألف                                 |
| العاصمة                                                   | القدس                                                               | فادوتس                                     |
| اللغة الرسمية                                             | اللغة العبرية، اللغة العربية                                        | اللغة الألمانية                            |
| العملة                                                    | شيكل إسرائيلي جديد، شيكل إسرائيلي قديم، جنيه فلسطيني، جنيه إسرائيلي | فرنك سويسري                                |
| الناتج المحلي الإجمالي (بليون دولار)                      | 350.85 مليار                                                        | 6.29 مليار                                 |
| الناتج المحلي الإجمالي (تعادل القوة الشرائية) بليون دولار | 306.51 مليار                                                        |                                            |
| الناتج المحلي الإجمالي الاسمي للفرد دولار أمريكي          | 35.73 ألف                                                           |                                            |
| الناتج المحلي الإجمالي للفرد دولار أمريكي                 | 36.58 ألف                                                           |                                            |
| مؤشر التنمية البشرية                                      | 0.899                                                               | 0.908                                      |
| رمز المكالمات الدولي                                      | +972                                                                | +423                                       |
| رمز الإنترنت                                              | .il                                                                 | .li                                        |
| المنطقة الزمنية                                           | توقيت إسرائيل، Israel Summer Time ‏                                  | توقيت وسط أوروبا، ت ع م+01:00، ت ع م+02:00 |

## منظمات دولية مشتركة
يشترك البلدان في عضوية مجموعة من المنظمات الدولية، منها:
| علم المنظمة | اسم المنظمة                   | تاريخ انضمام إسرائيل | تاريخ انضمام ليختنشتاين |
| ----------- | ----------------------------- | -------------------- | ----------------------- |
|             | الاتحاد البريدي العالمي       | ?                    | ?                       |
|             | الاتحاد الدولي للاتصالات      | 24 يونيو 1948        | 25 يوليو 1963           |
|             | منظمة التجارة العالمية        | 21 أبريل 1995        | ?                       |
|             | منظمة الشرطة الجنائية الدولية | ?                    | ?                       |
|             | الأمم المتحدة                 | 11 مايو 1949         | 18 سبتمبر 1990          |

## وصلات خارجية
- موقع وزارة الخارجية الإسرائيلية